# ستار تريك: أول اتصال
ستار تريك: أول اتصال (بالإنجليزية: Star Trek: First Contact) هو فيلم حركة تم إنتاجه في الولايات المتحدة وصدر في سنة 1996. من بطولة باتريك ستيوارت وجيمس كرومويل.

## الميزانية والإيرادات
بلغت تكلفة إنتاج الفيلم حوالي 45 مليون دولار بينما حقق أرباحا تقدر بـ 146,027,888 دولار.

## وصلات خارجية
- ستار تريك: أول اتصال على موقع IMDb (الإنجليزية)
- ستار تريك: أول اتصال على موقع ميتاكريتيك (الإنجليزية)
- ستار تريك: أول اتصال على موقع روتن توميتوز (الإنجليزية)
- ستار تريك: أول اتصال على موقع نتفليكس (الإنجليزية)
- ستار تريك: أول اتصال على موقع قاعدة بيانات الأفلام العربية
- ستار تريك: أول اتصال على موقع ألو سيني (الفرنسية)
- ستار تريك: أول اتصال على موقع Turner Classic Movies (الإنجليزية)
- ستار تريك: أول اتصال على موقع أول موفي (الإنجليزية)
- ستار تريك: أول اتصال على موقع بوكس أوفيس موجو (الإنجليزية)
- ستار تريك: أول اتصال على موقع فيلمافينيتي (الإسبانية)